# قرار مجلس الأمن التابع للأمم المتحدة رقم 907
قرار مجلس الأمن التابع للأمم المتحدة رقم 907، المتخذ بالإجماع في 29 آذار / مارس 1994، بعد التذكير بالقرارات 621 (1988)، 658 (1990)، 690 (1991)، 725 (1991) و809 (1993)، ناقش المجلس خطة التسوية بشأن الصحراء الغربية.
ورحب باقتراح الأمين العام بطرس بطرس غالي بشأن تفسير وتطبيق معايير أهلية التصويت، بينما أعرب المجلس عن قلقه إزاء استمرار الصعوبات والتأخيرات في عمل لجنة تحديد الهوية. طُلب من اللجنة استكمال تحليل جميع الطلبات الواردة والمضي قدماً في تحديد هوية الناخبين المحتملين وتسجيلهم بحلول 30 حزيران / يونيو 1994، على أن يقدم الأمين العام تقريراً عن التطورات في موعد أقصاه 15 تموز / يوليو 1994 فيما يتعلق بعمل اللجنة وغيرها من المجالات ذات الصلة بخطة التسوية.
وأشار المجلس أيضاً إلى أن الاستفتاء لم يعد ممكناً الآن إجراؤه بحلول نهاية عام 1994، وسينظر في مستقبل بعثة الأمم المتحدة للاستفتاء في الصحراء الغربية حيث سيتم استعراض قوتها ودورها.

## روابط خارجية
- نص القرار في undocs.org